# Мартінс-Феррі (Огайо)
Мартінс-Феррі (англ. Martins Ferry) — місто (англ. city) в США, в окрузі Бельмонт штату Огайо. Населення — 6260 осіб (2020).

## Географія
Мартінс-Феррі розташований за координатами 40°6′19″ пн. ш. 80°43′43″ зх. д. / 40.10528° пн. ш. 80.72861° зх. д. (40.105316, -80.728574).  За даними Бюро перепису населення США в 2010 році місто мало площу 6,04 км², з яких 6,03 км² — суходіл та 0,00 км² — водойми.

### Клімат
| Клімат : Мартінс-Феррі | Клімат : Мартінс-Феррі | Клімат : Мартінс-Феррі | Клімат : Мартінс-Феррі | Клімат : Мартінс-Феррі | Клімат : Мартінс-Феррі | Клімат : Мартінс-Феррі | Клімат : Мартінс-Феррі | Клімат : Мартінс-Феррі | Клімат : Мартінс-Феррі | Клімат : Мартінс-Феррі | Клімат : Мартінс-Феррі | Клімат : Мартінс-Феррі | Клімат : Мартінс-Феррі |
| Показник               | Січ.                   | Лют.                   | Бер.                   | Квіт.                  | Трав.                  | Черв.                  | Лип.                   | Серп.                  | Вер.                   | Жовт.                  | Лист.                  | Груд.                  | Рік                    |
| Середній максимум, °C  | 4,4                    | 5,0                    | 10,6                   | 17,2                   | 23,3                   | 27,8                   | 30,0                   | 29,4                   | 26,1                   | 20,0                   | 11,7                   | 5,6                    | 17,8                   |
| Середній мінімум, °C   | −5,6                   | −5,6                   | −1,7                   | 3,3                    | 8,9                    | 14,4                   | 16,7                   | 16,1                   | 12,2                   | 6,1                    | 0,6                    | −3,9                   | 5,0                    |
| Норма опадів, мм       | 74                     | 64                     | 91                     | 86                     | 94                     | 99                     | 94                     | 89                     | 84                     | 64                     | 69                     | 69                     | 975                    |
| ---------------------- | ---------------------- | ---------------------- | ---------------------- | ---------------------- | ---------------------- | ---------------------- | ---------------------- | ---------------------- | ---------------------- | ---------------------- | ---------------------- | ---------------------- | ---------------------- |
| Джерело: Weatherbase   |                        |                        |                        |                        |                        |                        |                        |                        |                        |                        |                        |                        |                        |

## Демографія
Згідно з переписом 2010 року, у місті мешкало 6915 осіб у 3022 домогосподарствах у складі 1787 родин. Густота населення становила 1146 осіб/км².  Було 3431 помешкання (568/км²).
Расовий склад населення:
| - 91,6 % — білих - 5,6 % — чорних або афроамериканців - 0,3 % — корінних американців - 0,1 % — азіатів |

До двох чи більше рас належало 2,2 %. Частка іспаномовних становила 0,7 % від усіх жителів.
За віковим діапазоном населення розподілялося таким чином: 21,3 % — особи молодші 18 років, 61,5 % — особи у віці 18—64 років, 17,2 % — особи у віці 65 років та старші. Медіана віку мешканця становила 42,1 року. На 100 осіб жіночої статі у місті припадало 88,1 чоловіків;  на 100 жінок у віці від 18 років та старших — 83,6 чоловіків також старших 18 років.
Середній дохід на одне домашнє господарство  становив 41 842 долари США (медіана — 32 236), а середній дохід на одну сім'ю — 53 025 доларів (медіана — 43 393). Медіана доходів становила 36 589 доларів для чоловіків та 29 533 долари для жінок. За межею бідності перебувало 23,9 % осіб, у тому числі 38,4 % дітей у віці до 18 років та 9,2 % осіб у віці 65 років та старших.
Цивільне працевлаштоване населення становило 2946 осіб. Основні галузі зайнятості: освіта, охорона здоров'я та соціальна допомога — 25,1 %, роздрібна торгівля — 14,9 %, мистецтво, розваги та відпочинок — 11,1 %, виробництво — 10,2 %.